# Kees Leijten
C.J.J.A. (Kees) Leijten (Breda, 22 september 1945) is een Nederlands politicus van de PvdA.
Hij begon zijn politieke carrière als gemeenteraadslid in Oosterhout waar hij ook PvdA-fractievoorzitter is geweest. Van 1978 tot 1988 was hij daar wethouder met onder andere ruimtelijke ordening en sociale zaken in zijn portefeuille. Vervolgens werd hij burgemeester van Geertruidenberg en vijf jaar later volgde zijn benoeming tot burgemeester van Geldrop. In september 2000 werd Leijten waarnemend burgemeester van Oosterhout wat hij een jaar zou blijven. Tijdens die periode nam Nellie Jacobs-Aarts, de toenmalige burgemeester van Mierlo, als waarnemend burgemeester tijdelijk zijn taak in Geldrop over. Op 1 januari 2004 fuseerden de gemeenten Geldrop en Mierlo tot de gemeente Geldrop-Mierlo waarmee een einde kwam aan zijn functie. In juli van dat jaar werd Leijten waarnemend burgemeester van Loon op Zand wat hij bijna zes maanden zou blijven. In 2005 is hij ook nog waarnemend burgemeester van Woudrichem geweest.